# Calymmaria bifurcata
Espèce
Calymmaria bifurcata est une espèce d'araignées aranéomorphes de la famille des Cybaeidae.

## Distribution
Cette espèce est endémique des États-Unis. Elle se rencontre en Californie dans les comtés de Del Norte et de Humboldt et en Oregon dans les comtés de Coos, de Douglas, de Klamath, de Marion, de Linn, de Jackson et de Josephine,.

## Description
Les femelles mesurent de 5,89 à 8,25 mm et les mâles de 6,51 à 6,98 mm.

## Publication originale
- Heiss & Draney, 2004 : Revision of the Nearctic spider genus Calymmaria (Araneae, Hahniidae). Journal Of Arachnology, vol. 32, no 3, p. 457-525 (texte intégral).